# Vincenzo Leuzzi
Vincenzo Leuzzi (geboren 9. Juli 1909 in Rom; gestorben 28. September 1983 ebenda) war ein italienischer Ingenieur und seit 1963 Direktor des Transport Instituts der Universität La Sapienza. Leuzzi verfasste Beiträge zur öffentlichen internationalen und nationalen Verkehrspolitik, insbesondere zum Bereich des elektrischen Schienenverkehrs.

## Schriften (Auswahl)
- Tecnica ed economia dei trasporti. Trazione elettrica, trazione diesel elettrica. Dalle lezioni del prof. Uberto Bajocchi. Edizioni moderne, Rom 1948, OCLC 878720452.
- Revue générale des chemins de fer. Juillet, 1955. (= Électrification en courant monophasé 50 Hz de la ligne de Valenciennes à Thionville, et les journées d’information de Lille). Dunod, 1955, OCLC 505169588.
- Appunti presi alle lezioni del prof. dr. ing. Vincenzo Leuzzi su: elementi del traffico. Tip. ABeTE, Rom 1960, OCLC 955844006.
- Ricerca sui trasporti pubblici nel Lazio. L'Istituto, Roma 1. Januar 1969, OCLC 28255893.
- I trasporti in Italia. In: Ambiente e informatica problemi nuovi della societa contemporanea. (= Quaderni di studi e legislazione. Nr. 16). Camera Dei Deputati, Rom 1974, OCLC 683391951.
- Fondamenti di trasporti. ESA, Mailand 1989, ISBN 88-405-3051-7.